# かきつばた記念

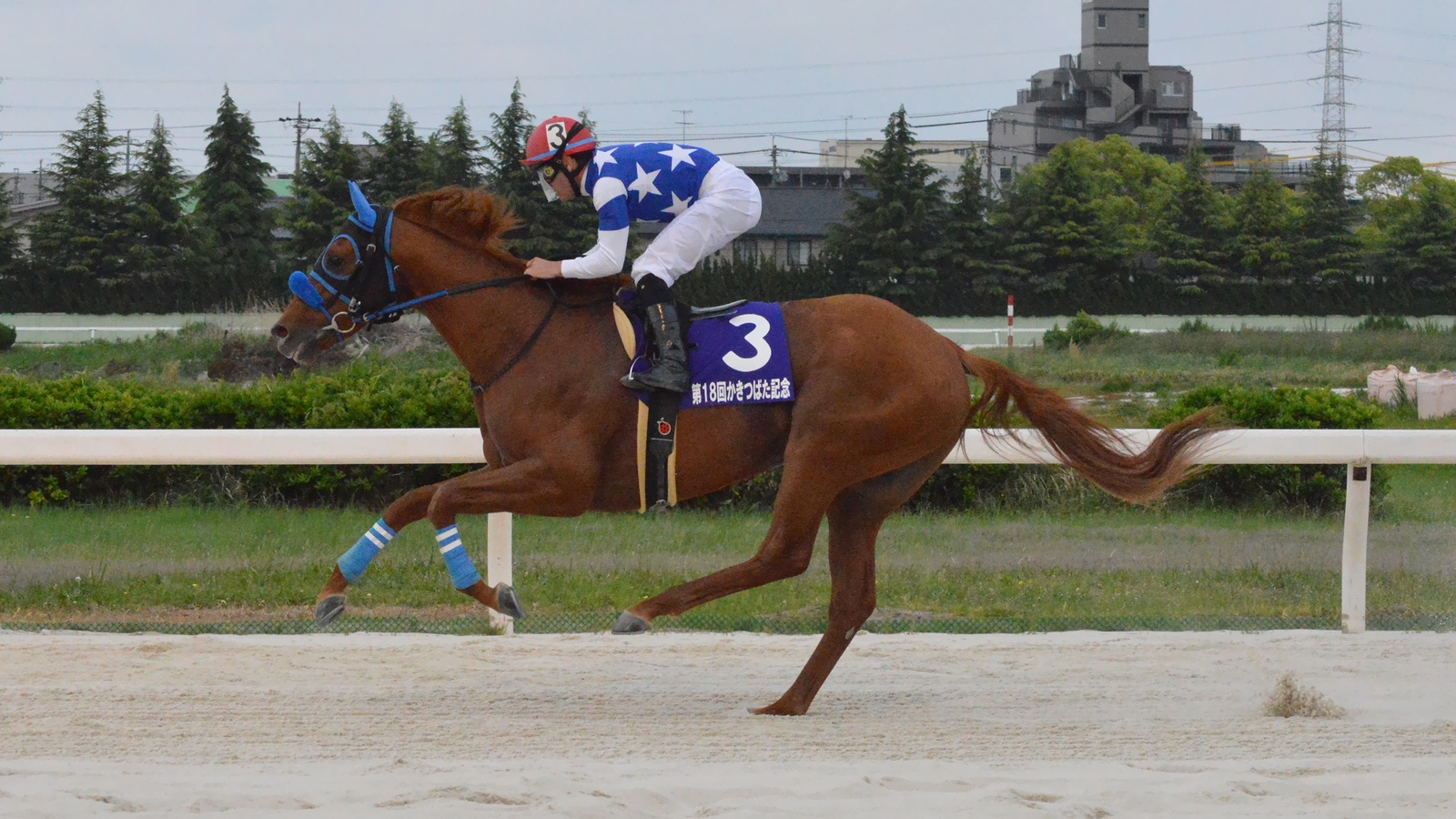
第18回優勝馬・ノボバカラ

かきつばた記念（かきつばたきねん）は、愛知県競馬組合が名古屋競馬場ダート1500mで施行する地方競馬の重賞競走（ダートグレード競走）である。格付けはJpnIII。2023年までは農林水産省が賞を提供していたため、「農林水産大臣賞典 かきつばた記念」の名称であったが、2024年より中日新聞社が賞を提供するため、正式名称は「中日新聞杯 かきつばた記念」となった。
競走名の「かきつばた」は、愛知県の県花。

## 概要
1999年に創設した、中央・地方全国指定交流重賞競走。第1回から第23回まで名古屋競馬場のダート1400mで施行されていた。
2004年からは出走資格を4歳以上に変更した。
2022年からは名古屋競馬場の移転に伴いダート1500mに変更した。
2024年より上半期の古馬短距離路線整備の一環で、施行時期が2月下旬に移り、負担重量がハンデキャップからグレード別定に変更された。

### 条件・賞金（2025年）
出走条件
サラブレッド系4歳以上(JRA、地方交流)。
- 梅見月杯の優勝馬に優先出走権がある。

負担重量
別定。56kg、牝馬2kg減を基本に、本年2月19日までのGI･JpnI優勝馬は3kg、GII･JpnII優勝馬は2kg、GIII･JpnIII優勝馬は1kg加増する。
賞金額
1着3,000万円、2着1,050万円、3着600万円、4着450万円、5着300万円、6着以下30万円
副賞
中日新聞社賞、日本中央競馬会理事長賞、日本馬主協会連合会長奨励賞、地方競馬全国協会理事長賞、NAR生産牧場賞、（一社）日本地方競馬馬主振興協会会長賞、（一社）愛知県馬主協会会長賞、愛知県競馬組合管理者賞、開催執務委員長賞

## 歴史
- 1999年 - 5歳から10歳までの馬による中央・地方全国指定交流重賞（統一GIII）として創設。
- 2001年 - 馬齢表示の国際基準への変更に伴い、出走条件を「4歳から9歳」に変更。
- 2004年 - 出走資格を「4歳以上」に変更。
- 2007年 - 日本のパートI国昇格に伴い、格付表記をJpnIIIに変更。
- 2017年 - 負担重量をグレード別定からハンデキャップに変更[4]。
- 2020年 - 新型コロナウイルス感染症（COVID-19）の流行及び改正・新型インフルエンザ等対策特別措置法32条に基づいて日本国政府から発令された新型コロナウイルス緊急事態宣言により、客を入れない「無観客競馬」として開催。
- 2022年 - 名古屋競馬場の移転に伴い、施行距離を1500mに変更。また、発売金額が962,160,400円となり本競走発売金額のレコードを更新[5]。
- 2024年 
  - 「全日本的なダート競走の体系整備」に伴い、施行時期を5月上旬から2月下旬に、負担重量をハンデキャップからグレード別定に変更。
  - 競走名を「中日新聞杯 かきつばた記念」に変更。

### 歴代優勝馬
すべてダートコースで施行。2021年までの名古屋は旧・名古屋競馬場。
| 回数   | 施行日        | 競馬場 | 距離  | 優勝馬             | 性齢 | 所属   | タイム  | 優勝騎手   | 管理調教師 | 馬主                                 |
| ------ | ------------- | ------ | ----- | ------------------ | ---- | ------ | ------- | ---------- | ---------- | ------------------------------------ |
| 第1回  | 1999年5月4日  | 名古屋 | 1400m | メイショウモトナリ | 牡5  | JRA    | 1:26.2  | 安田康彦   | 安田伊佐夫 | 松本好雄                             |
| 第2回  | 2000年5月4日  | 名古屋 | 1400m | ゴールドティアラ   | 牝4  | JRA    | 1:26.1  | 武豊       | 松田国英   | 吉田和子                             |
| 第3回  | 2001年5月3日  | 名古屋 | 1400m | ブロードアピール   | 牝7  | JRA    | R1:25.5 | K.デザーモ | 松田国英   | 金子真人                             |
| 第4回  | 2002年5月6日  | 名古屋 | 1400m | サウスヴィグラス   | 牡6  | JRA    | R1:23.9 | 柴田善臣   | 高橋祥泰   | 南波壽                               |
| 第5回  | 2003年5月1日  | 名古屋 | 1400m | ビワシンセイキ     | 牡5  | JRA    | 1:25.5  | 横山典弘   | 松田博資   | （有）ビワ                           |
| 第6回  | 2004年5月3日  | 名古屋 | 1400m | マルカセンリョウ   | 牡6  | 名古屋 | 1:25.0  | 吉田稔     | 瀬戸口悟   | 大西和子                             |
| 第7回  | 2005年5月3日  | 名古屋 | 1400m | ヨシノイチバンボシ | 牡4  | 名古屋 | 1:27.2  | 吉田稔     | 錦見勇夫   | 野田雅昭                             |
| 第8回  | 2006年5月3日  | 名古屋 | 1400m | ロッキーアピール   | 牡8  | 川崎   | 1:27.2  | 山崎誠士   | 山崎尋美   | 金子真人                             |
| 第9回  | 2007年5月3日  | 名古屋 | 1400m | メイショウバトラー | 牝7  | JRA    | 1:27.8  | 武豊       | 高橋成忠   | 松本好雄                             |
| 第10回 | 2008年5月6日  | 名古屋 | 1400m | コンゴウリキシオー | 牡6  | JRA    | 1:27.1  | 藤田伸二   | 山内研二   | 金岡久夫                             |
| 第11回 | 2009年5月4日  | 名古屋 | 1400m | スマートファルコン | 牡4  | JRA    | 1:25.5  | 岩田康誠   | 小崎憲     | 大川徹                               |
| 第12回 | 2010年5月3日  | 名古屋 | 1400m | スマートファルコン | 牡5  | JRA    | 1:25.3  | 岩田康誠   | 小崎憲     | 大川徹                               |
| 第13回 | 2011年5月3日  | 名古屋 | 1400m | セイクリムズン     | 牡5  | JRA    | 1:25.9  | 幸英明     | 服部利之   | 金田成基                             |
| 第14回 | 2012年5月4日  | 名古屋 | 1400m | セイクリムズン     | 牡6  | JRA    | 1:26.1  | 岩田康誠   | 服部利之   | 金田成基                             |
| 第15回 | 2013年4月29日 | 名古屋 | 1400m | ティアップワイルド | 牡7  | JRA    | 1:26.4  | 石橋脩     | 西浦勝一   | 田中昇                               |
| 第16回 | 2014年4月29日 | 名古屋 | 1400m | タガノジンガロ     | 牡7  | 兵庫   | 1:27.2  | 木村健     | 新子雅司   | 八木秀之                             |
| 第17回 | 2015年5月4日  | 名古屋 | 1400m | コーリンベリー     | 牝4  | JRA    | 1:25.1  | 松山弘平   | 柴田政見   | 伊藤恵子                             |
| 第18回 | 2016年5月3日  | 名古屋 | 1400m | ノボバカラ         | 牡4  | JRA    | 1:27.0  | M.デムーロ | 天間昭一   | （株）LS.M                           |
| 第19回 | 2017年5月3日  | 名古屋 | 1400m | トウケイタイガー   | 牡6  | 兵庫   | 1:26.8  | 川原正一   | 住吉朝男   | 木村信彦                             |
| 第20回 | 2018年4月30日 | 名古屋 | 1400m | サクセスエナジー   | 牡4  | JRA    | 1:25.9  | 松山弘平   | 北出成人   | 高嶋哲                               |
| 第21回 | 2019年5月1日  | 名古屋 | 1400m | ゴールドクイーン   | 牝4  | JRA    | 1:25.1  | 古川吉洋   | 坂口智康   | 加藤充彦                             |
| 第22回 | 2020年5月4日  | 名古屋 | 1400m | ラプタス           | 騸4  | JRA    | 1:25.3  | 幸英明     | 松永昌博   | （株）ヒダカ・ブリーダーズ・ユニオン |
| 第23回 | 2021年5月3日  | 名古屋 | 1400m | ラプタス           | 騸5  | JRA    | 1:25.2  | 幸英明     | 松永昌博   | （株）ヒダカ・ブリーダーズ・ユニオン |
| 第24回 | 2022年5月3日  | 名古屋 | 1500m | イグナイター       | 牡4  | 兵庫   | R1:31.8 | 田中学     | 新子雅司   | 野田善己                             |
| 第25回 | 2023年5月2日  | 名古屋 | 1500m | ウィルソンテソーロ | 牡4  | JRA    | R1:31.1 | 川田将雅   | 小手川準   | 了徳寺健二ホールディングス（株）     |
| 第26回 | 2024年2月29日 | 名古屋 | 1500m | サンライズホーク   | 騸5  | JRA    | 1.32.6  | M.デムーロ | 牧浦充徳   | （株）ライフハウス                   |
| 第27回 | 2024年2月24日 | 名古屋 | 1500m | ロードフォンス     | 牡5  | JRA    | 1:33.5  | 横山和生   | 安田翔伍   | （株）ロードホースクラブ             |

※Rはコースレコードを示す